# Sân bay quốc tế Toussaint Louverture
Sân bay quốc tế Toussaint Louverture (IATA: PAP, ICAO: MTPP) là một sân bay quốc tế ở Port-au-Prince, Haiti. Sân bay này được phát triển từ tiền của chính phủ Mỹ và đã được khai trương năm 1965 với tên Sân bay quốc tế Francois Duvalier, đặt tên theo tổng thống Haiti Francois "Papa Doc" Duvalier (1957-1971). Sau khi con trai Duvalier và người kế nhiệm Jean Claude Duvalier từ chức năm 1986, sân bay này đã được đổi tên thành Port-au-Prince International, sau đó lại được đổi thành Toussaint Louverture International năm 2003.

## Các hãng hàng không và các tuyến điểm
- Air Caraibes (Pointe-à-Pitre, Santo Domingo)
- Air Canada (Montréal)
- Air France (Cayenne, Fort-de-France, Miami, Pointe-à-Pitre, Saint Martin)
- Air Turks and Caicos (Grand Turk [seasonal], Providenciales)
- Air Transat (Montréal)
- American Airlines (Fort Lauderdale, Miami, New York-JFK)
- Caribair (Barahona, Cap Haitien, Dajabon, Santiago (DR), Santo Domingo-La Isabela)
  - Caribintair (Barahona [charter service], Nassau, Santiago (DR))
- Copa Airlines (Panama City)
- Dominair (Santiago)
- Insel Air (Curacao, St. Maarten)
- Pan Am World Airways Dominicana (Santo Domingo, Santiago (DR))
- SkyKing (Providenciales)
- Spirit Airlines (Fort Lauderdale)
- Tortug' Air

## Các hãng vận tải hàng hóa
- ABX Air (Miami)
- Amerijet (Miami, Santiago, Santo Domingo)
- Arrow Air (Miami, San Juan)
- IBC Airways (Miami)